# ブルネイ郵政局

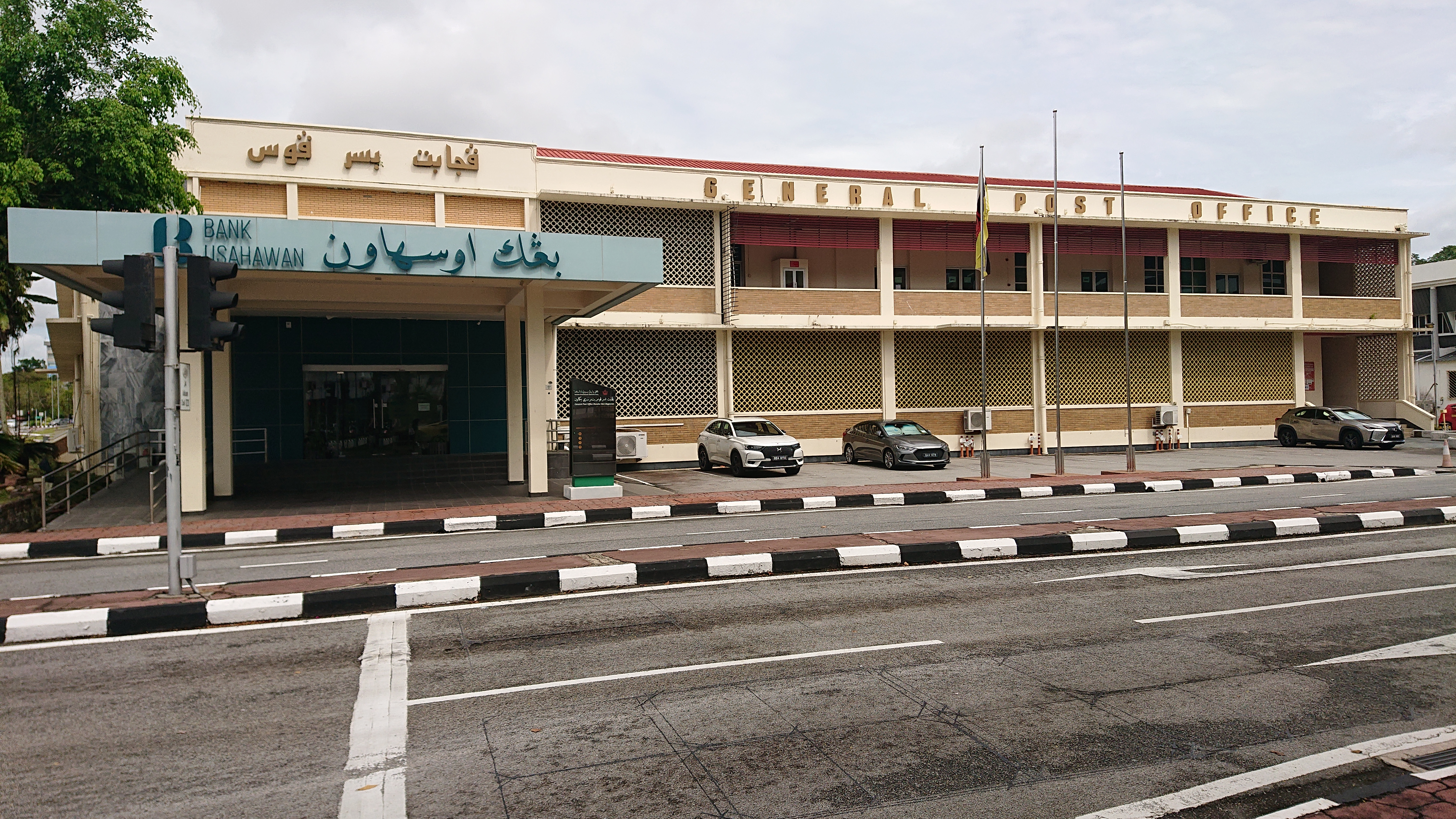
主な郵便局

ブルネイ郵政局（Brunei Postal Services Department）は、ブルネイ・ダルサラーム国の郵便事業に責任を負う政府機関である。1984年から郵政局はブルネイ情報省（Brunei Ministry of Communications）の管理下にある。ブルネイは1985年1月15日より万国郵便連合の一員になった。
2011年/2012年のブルネイの予算のうち郵政局に割り当てられたのは11,412,500ブルネイ・ドルで国家予算全体の0.02%に相当する。国内には23の郵便局がある。